# لوبومیر داویدوویچ
لوبومیر داویدوویچ (انگلیسی: Ljubomir Davidović؛ زاده ۲۴ دسامبر ۱۸۶۳ – درگذشته ۱۹ فوریه ۱۹۴۰) سیاستمدار اهل پادشاهی صربستان بود. وی دو بار از ۱۶ اوت ۱۹۱۹ تا ۱۹ فوریه ۱۹۲۰ و سپس از ۲۸ ژوئیه ۱۹۲۴ تا ۶ نوامبر ۱۹۲۴ نخست‌وزیر یوگسلاوی بود.
لوبومیر داویدوویچ در ۱۹ فوریه ۱۹۴۰، در سن ۷۶ سالگی درگذشت.